# Saint-Michel-Labadié
 Saint-Michel-Labadié là một xã thuộc tỉnh Tarn trong vùng Occitanie in miền nam nước Pháp. Xã này nằm ở khu vực có độ cao trung bình 485 mét trên mực nước biển.